# Бољевац Село
Бољевац Село је насеље у Србији у општини Бољевац у Зајечарском округу. Према попису из 2022. у насељу је било 264 становника, а према попису из 2011. је било 277 становника, (према попису из 2002. било је 315 становника (према попису из 1991. било је 321 становника).

## Демографија
Према последњем попису из 2022. године у насељу је живело 264 становника што је за 13 мање у односу на 2011. када је на попису било 277 становника. У насељу живи 216 пунолетних становника, а просечна старост становништва износи 46,22 година (42,42 код мушкараца и 49,39 код жена).
Према подацима пописа из 2022. у насељу има 103 домаћинства, а просечан број чланова по домаћинству је 2,56 а према истом попису у насељу има 164 стамбених јединица од којих је 102 насељених.
Ово насеље је великим делом насељено Србима (према попису из 2002. године), а у последња три пописа, примећен је пад у броју становника.
|  |

| Демографија | Демографија | Демографија |
| Година      | Становника  | Становника  |
| ----------- | ----------- | ----------- |
| 1948.       | 417         |             |
| 1953.       | 486         |             |
| 1961.       | 540         |             |
| 1971.       | 235         |             |
| 1981.       | 338         |             |
| 1991.       | 321         | 306         |
| 2002.       | 315         | 326         |
| 2011.       | 277         |             |
| 2022.       | 264         |             |

| Етнички састав према попису из 2002.‍ | Етнички састав према попису из 2002.‍ | Етнички састав према попису из 2002.‍ | Етнички састав према попису из 2002.‍ | Етнички састав према попису из 2002.‍ |
| ------------------------------------ | ------------------------------------ | ------------------------------------ | ------------------------------------ | ------------------------------------ |
|                                      |                                      |                                      |                                      |                                      |
| Срби                                 | Срби                                 |                                      | 298                                  | 94,60%                               |
| Власи                                | Власи                                |                                      | 14                                   | 4,44%                                |
| Роми                                 | Роми                                 |                                      | 1                                    | 0,31%                                |
| непознато                            | непознато                            |                                      | 1                                    | 0,31%                                |

| Година пописа     | 1948. | 1953. | 1961. | 1971. | 1981. | 1991. | 2002. |
| ----------------- | ----- | ----- | ----- | ----- | ----- | ----- | ----- |
| Број домаћинстава | 107   | 121   | 138   | 80    | 113   | 105   | 113   |

| Број чланова      | 1  | 2  | 3  | 4  | 5  | 6 | 7 | 8 | 9 | 10 и више | Просек |
| ----------------- | -- | -- | -- | -- | -- | - | - | - | - | --------- | ------ |
| Број домаћинстава | 27 | 26 | 26 | 17 | 12 | 5 | 0 | 0 | 0 | 0         | 2,79   |

| Пол    | Укупно | Неожењен/Неудата | Ожењен/Удата | Удовац/Удовица | Разведен/Разведена | Непознато |
| ------ | ------ | ---------------- | ------------ | -------------- | ------------------ | --------- |
| Мушки  | 122    | 31               | 80           | 4              | 7                  | 0         |
| Женски | 147    | 16               | 82           | 33             | 16                 | 0         |
| УКУПНО | 269    | 47               | 162          | 37             | 23                 | 0         |

| Пол    | Укупно                    | Пољопривреда, лов и шумарство | Рибарство                            | Вађење руде и камена | Прерађивачка индустрија       |
| ------ | ------------------------- | ----------------------------- | ------------------------------------ | -------------------- | ----------------------------- |
| Мушки  | 65                        | 17                            | 0                                    | 6                    | 13                            |
| Женски | 50                        | 19                            | 0                                    | 1                    | 4                             |
| УКУПНО | 115                       | 36                            | 0                                    | 7                    | 17                            |
| Пол    | Производња и снабдевање   | Грађевинарство                | Трговина                             | Хотели и ресторани   | Саобраћај, складиштење и везе |
| Мушки  | 2                         | 0                             | 4                                    | 3                    | 4                             |
| Женски | 0                         | 0                             | 6                                    | 4                    | 0                             |
| УКУПНО | 2                         | 0                             | 10                                   | 7                    | 4                             |
| Пол    | Финансијско посредовање   | Некретнине                    | Државна управа и одбрана             | Образовање           | Здравствени и социјални рад   |
| Мушки  | 0                         | 6                             | 2                                    | 3                    | 2                             |
| Женски | 4                         | 2                             | 3                                    | 2                    | 3                             |
| УКУПНО | 4                         | 8                             | 5                                    | 5                    | 5                             |
| Пол    | Остале услужне активности | Приватна домаћинства          | Екстериторијалне организације и тела | Непознато            | Непознато                     |
| Мушки  | 3                         | 0                             | 0                                    | 0                    | 0                             |
| Женски | 2                         | 0                             | 0                                    | 0                    | 0                             |
| УКУПНО | 5                         | 0                             | 0                                    | 0                    | 0                             |